# Saint-Thomas-en-Argonne
 Saint-Thomas-en-Argonne  es una comuna y población de Francia, en la región de Champaña-Ardenas, departamento de Marne, en el distrito de Sainte-Menehould y cantón de Ville-sur-Tourbe.
Su población en el censo de 1999 era de 51 habitantes.
Está integrada en la  Communauté de communes du Canton de Ville-sur-Tourbe .

## Demografía
| 83 | 84 | 78 | 59 | 53 | 51 |
| Para los censos de 1962 a 1999 la población legal corresponde a la población sin duplicidades (Fuente: INSEE [Consultar]) |    |    |    |    |    |

- Datos: Q1224734
- Multimedia: Saint-Thomas-en-Argonne / Q1224734

1. ↑  Worldpostalcodes.org, código postal n.º 51800.
2. ↑  INSEE, Datos de población para el año 2012 de Saint-Thomas-en-Argonne (en francés).